# Drohovîci, Jîdaciv
Drohovîci (în ucraineană Дроховичі) este un sat în comuna Ciornîi Ostriv din raionul Jîdaciv, regiunea Liov, Ucraina.

## Demografie
Componența lingvistică a localității Drohovîci
     Ucraineană (100%)
Conform recensământului din 2001, toată populația localității Drohovîci era vorbitoare de ucraineană (100%).